# 书坊陈氏民居
书坊陈氏民居，又称书坊楠木厅，是位于中华人民共和国福建省南平市建阳区书坊乡康宁路65号的一座清代古建筑，2013年入选为福建省文物保护单位。

## 历史
书坊陈氏民居建造于光绪二十九年至三十一年（1903年—1905年），由清末茶商陈一新所兴建，建造民居动用了200余位木匠和300余位泥水工。由于建筑主要建筑材料和家具均以名贵的楠木为材，故而得名“楠木厅”。中华人民共和国发起土地改革运动后，楠木厅被分配给当地穷人居住，1980年代后，陈一新之孙陈高斥资赎回其中一半，并对毁坏的部分进行了修复。2013年1月28日，福建省人民政府将书坊陈氏民居公布为第八批福建省文物保护单位。

## 建筑
书坊陈氏民居为砖木结构建筑，其形制在闽北地区较为罕见，建筑占地面积646平方米，前后四进、三开间，由大门、门厅、天井、正厅、后厅，两侧厢房等组成，大小90余间房间，使用的100余根柱及横梁、窗户和桌、椅、床等主要家具均为楠木。外门侧开，正门刻有各种图案，上有楹联“妫汭传芳”，其中“妫汭”指代此宅建造者的祖籍地妫河和汭河，在今山西省永济市；门檐楠木半弧卷式，并刻以鸟兽浮雕装饰。进门为照墙，正中刻一“福”字，左右及上方刻有砖雕对联。正厅地面铺满古砖，围以4根高3.8米、直径约30厘米的楠木，厅内建有佛龛，上梁、两侧住宅的窗棂、中堂的楠木香案上皆有精美的木雕图案。后厅与正厅相隔一个照壁，边门亦有木雕；后厅之后为后花园。厅内共有三个天井，后厅天井前的照壁上有仿朱熹手笔所刻制的“居之安”以及一副对联，天井中还竖立石担，种有兰花。